# 西部警察 サウンド・トラック PART II
『西部警察 サウンド・トラック PART II』（せいぶけいさつ サウンド・トラック パートツー）は、テレビドラマ『西部警察』のサウンドトラックアルバム。1980年6月25日発売。

## 概要
シリーズ第1作のサウンドトラック第2弾。ピクチャーレーベル仕様。一部の曲は前作からの再録となっている。

## 収録曲
| #  | タイトル                              | 作詞       | 作曲       | 編曲       | アーティスト |
| -- | ------------------------------------- | ---------- | ---------- | ---------- | ------------ |
| 1. | 「西部警察メインテーマI・フルサイズ」 | -          | 宇都宮安重 | 宇都宮安重 | ホーネッツ   |
| 2. | 「コンクリート・ラプソディーI」       | -          | 石田勝範   | 石田勝範   | ホーネッツ   |
| 3. | 「FRIENDLY FEELING（心暖まる友情）」  | -          | 石田勝範   | 石田勝範   | ホーネッツ   |
| 4. | 「BRIDGE No.3」                       | -          | 宇都宮安重 | 宇都宮安重 | ホーネッツ   |
| 5. | 「THE PANIC」                         | -          | 石田勝範   | 石田勝範   | ホーネッツ   |
| 6. | 「孤独のテーマ」                      | -          | 石田勝範   | 石田勝範   | ホーネッツ   |
| 7. | 「RUNNING FIGHTERS I（追撃者たち）」  | -          | 石田勝範   | 石田勝範   | ホーネッツ   |
| 8. | 「みんな誰かを愛してる」              | なかにし礼 | 平尾昌晃   | 石田勝範   | 石原裕次郎   |

| #   | タイトル                              | 作詞     | 作曲       | 編曲       | アーティスト |
| --- | ------------------------------------- | -------- | ---------- | ---------- | ------------ |
| 9.  | 「西部警察メインテーマ・TVサイズ」    | -        | 宇都宮安重 | 宇都宮安重 | ホーネッツ   |
| 10. | 「木暮刑事のテーマ」                  | -        | 宇都宮安重 | 宇都宮安重 | ホーネッツ   |
| 11. | 「BRIDGE No.12」                      | -        | 宇都宮安重 | 宇都宮安重 | ホーネッツ   |
| 12. | 「大門刑事のテーマII」                | -        | 宇都宮安重 | 石田勝範   | ホーネッツ   |
| 13. | 「ダイナミック・シチュエイション」    | -        | 宇都宮安重 | 宇都宮安重 | ホーネッツ   |
| 14. | 「RUNNING FIGHTERS II（追撃者たち）」 | -        | 石田勝範   | 石田勝範   | ホーネッツ   |
| 15. | 「コンクリート・ラプソディーII」      | -        | 石田勝範   | 石田勝範   | ホーネッツ   |
| 16. | 「愛のゆくえ」                        | 伊井田朗 | 水森英夫   | 高田弘     | 幸田薫       |

## 曲解説
1. 西部警察メインテーマI・フルサイズ
レコード用ミックス。
2. コンクリート・ラプソディーI
3. FRIENDLY FEELING（心暖まる友情）
4. BRIDGE No.3
5. THE PANIC
6. 孤独のテーマ
7. RUNNING FIGHTERS I（追撃者たち）
8. みんな誰かを愛してる
第54話までと『PART-III』最終回スペシャルの主題歌。
9. 西部警察メインテーマ・TVサイズ
レコード用ミックス。
10. 木暮刑事のテーマ
11. BRIDGE No.12
12. 大門刑事のテーマII
13. ダイナミック・シチュエイション
14. RUNNING FIGHTERS II（追撃者たち）
15. コンクリート・ラプソディーII
16. 愛のゆくえ
第56話までの挿入歌。